# Ciulnița (gmina)
Ciulnița – gmina w Rumunii, w okręgu Jałomica. Obejmuje miejscowości Ciulnița, Ion Ghica, Ivănești i Poiana. W 2011 roku liczyła 2400 mieszkańców. 